# ヴァルトゼーミュラー地図

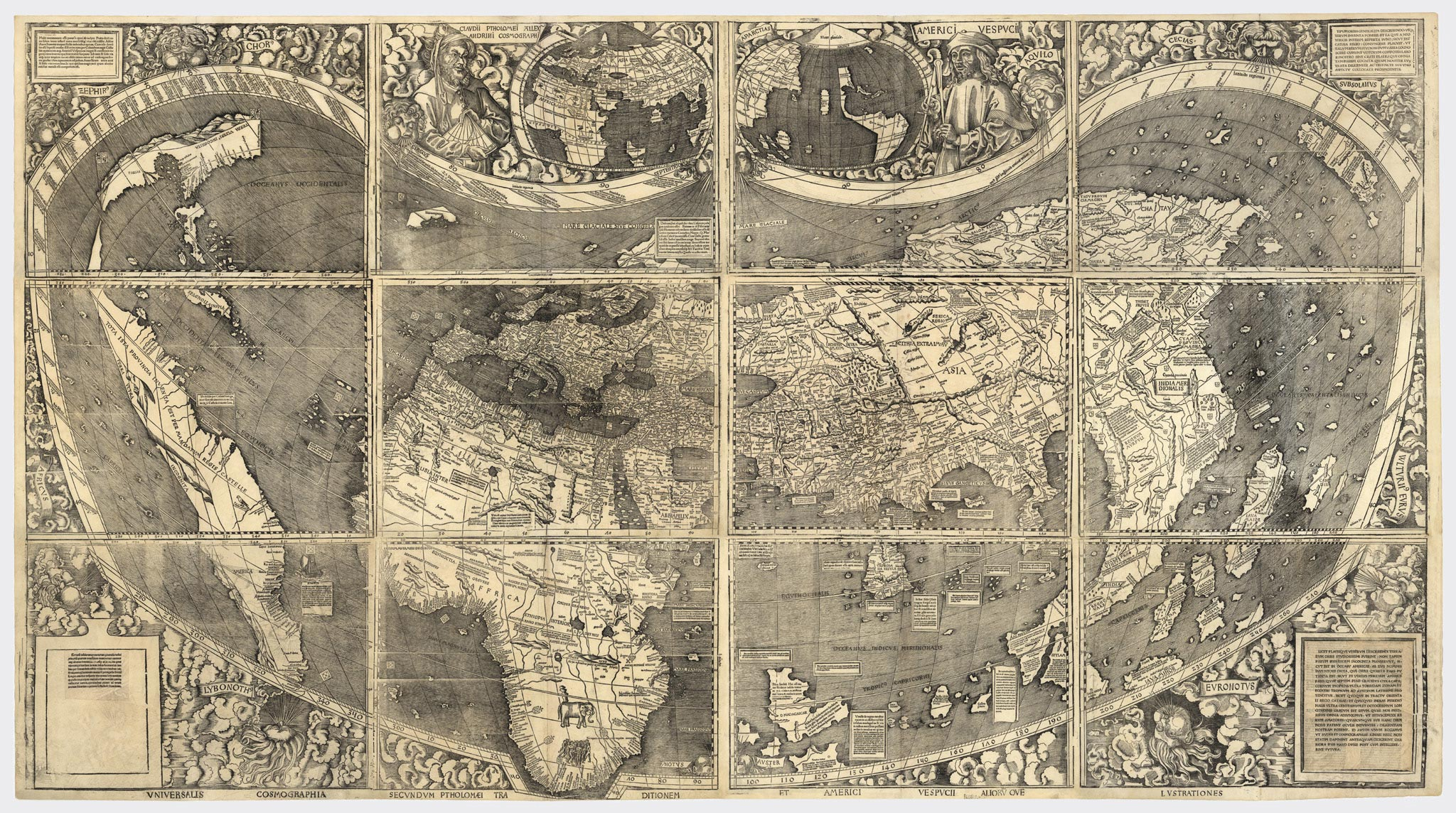
ヴァルトゼーミュラー地図、1507年。アメリカ、アフリカ、ヨーロッパ、そしてアジアが描かれている。

ヴァルトゼーミュラー地図（ヴァルトゼーミュラーちず、英名:Waldseemüller map）は、ドイツの地図製作者マルティン・ヴァルトゼーミュラーにより描かれた地図で1507年4月に公表された。

## 概要
プトレマイオスの例に倣って、経度と緯度を正確に図表で表した最初の地図の一つであり、また初めて「アメリカ」という名称を用いた地図でもある。ヴァルトゼーミュラーは、球体に切り取って貼ると地球儀を作ることができるようデザインされた、地球儀用の三角巾も製作している。
ヴァルトゼーミュラーはフランス、ロレーヌ地域圏のサン＝ディエ＝デ＝ヴォージュにある、ヴォージュ・ギムナジウムの学者団の一人として勤務していた。彼の作成した地図は、ヴォージュ・ギムナジウムが出版した書籍「宇宙誌入門（Cosmographiae Introductio）」で使用されている。

## 地図
ヴァルトゼーミュラー地図の正式名称は、「Universalis cosmographia secundum Ptholomaei traditionem et Americi Vespucii aliorumque lustrationes（プトレマイオスの慣例にならいアメリゴ・ヴェスプッチ等の探検を組み入れた世界地図）」と長い。一部の人々から地図は、それより以前に作成された地図を基にしたものであると信じられた。それらは特に、プトレマイオスが作成したものやカネリオの平面球形図、ヘンリックス・マルテルスやマルティン・ベハイムの手によるものと同様の地図などが考えられた。また西インド諸島や現在のフロリダ州と思われる場所は、既により早い時期に作成されたカンティーノ地図やカネリオ地図でも描かれている。しかし、こうした早期の地図において、地図の作者が西方の土地はアジアの一部を成していたか分かれたものであったかをどう考えていたかが明確でないが、ヴァルトゼーミュラー地図では西方の土地がアジアとは別個のアメリカであることを明示している。
地図では、北アメリカ大陸と南アメリカ大陸が、二つの巨大な大陸であるとして描かれている。大きな地図では二つの大陸が僅かに分離しているが、画像のように小さな差込図で表された地図では、大陸が地峡で繋がれていることを指し示している。また、「アメリカ」という名称が南アメリカ大陸上に置かれているため、この地図がアメリカという名称を使用した初の地図であるとして知られることとなった。「宇宙誌入門」でも説明されているように、このアメリカという名称はアメリゴ・ヴェスプッチの栄誉を称えて授けられたものである。
アメリカ州がアジア大陸から分離して描かれていることにより、地図ではアメリカ大陸の山の多い西方沿岸とアジア大陸の東岸との間に、巨大な大洋が表されている。しかし、最初にこの太平洋に注目した最初のヨーロッパ人は、バスコ・ヌーニェス・デ・バルボア（1513年）またはファン・ポンセ・デ・レオン（1512年もしくは1513年）とされ、ヴァルトゼーミュラーが地図を製作してから6年経った後の事だった。この時まで、クリストファー・コロンブス、アメリゴ・ヴェスプッチらが発見した土地は、アジアのインド諸国を形成しているものと誤って信じられていた。従って、ヴァルトゼーミュラーが太平洋について知る方法があったようには見えない。ところが、ヴァルトゼーミュラーが自身の地図に太平洋を加えたのは、住んでいた人々が「凶暴である」などと述べられたヴェスプッチによる報告書が、中国やインド諸島に関する当時の知識と一致しなかったためであると、歴史学者のピーター・ホイットフィールドは立論している。こうして、ヴァルトゼーミュラーは新たに発見された土地がアジア大陸の一端ではなく、それと分離した場所であるに違いないと判断したのである。後にこの盲信は並外れて精密であったことが証明された。加えて、ヴェスプッチ当人の作品と考えられ、1504年より後になって広くヨーロッパ中に広まった書籍「新世界（Mundus Novus）」は、発見された土地がアジアの一部ではなく新大陸であるという考えを最初にヨーロッパ人へ紹介し、ヴァルトゼーミュラーによるアメリカ大陸とアジア大陸の分離が太平洋を創造したのだった。
地図は46×62センチメートル（18×24.5インチ）ある、木版で印刷された12枚の区画から成り立っている。おのおのの部分は3つの区域の一つを形成する、4つの区画のうちの一つである。地図は地球の表面全体を描写するため曲がった経線とともに、投影法に従って修正された天動説を用いたものである。

## 現存する複写
出版された千枚を数えるこの地図の複写の中で、たった一枚が未だに現存する複製であるとして知られている。それは元々ドイツ、ニュルンベルク出身の天文学者、地理学者で地図製作者でもある、ヨハネス・シェーナーにより所有されていた。その複製地図の存在は1901年にジョセフ・フィッシャーにより、ドイツのヴュルテンベルクにあるヴォルフエッグ城のワルトブルク・ヴォルフエッグ・ヴァルトゼー侯図書館で再び発見されるまで、長らくその所在が不明であった。その地図は2001年にアメリカ議会図書館が城の図書館から一千万ドルで購入するまで、ヴォルフエッグ城で保管されていた。この複製地図は1515年ごろ出版された第二版のものであるとの指摘がある。
またヴァルトゼーミュラーが同じく製作した布製の地図の複製は、4枚の存在が確認されている。最初に再発見されたものは1871年に見つかった地図で、現在はアメリカ合衆国のミネソタ大学にある、ジェームズ・フォード・ベル図書館で保管されている。もう一つの複製はプトレマイオスの地図帳の中に挟まっていたもので、現在はドイツのミュンヘンにあるバイエルン州立図書館に所蔵されている。3枚目の複製は1992年に発見され、ドイツのオッフェンブルクにある国立図書館で、アリストテレスの作品の1冊に装丁されている。4枚目の複製は、あるヨーロッパ人の所有者がヴァルトゼーミュラー地図についての新聞記事を読んだ2003年に、脚光を浴びることとなった。この4枚目の複製はオークションにかけられ、一枚の地図としては最高額の値段でシャルル・フロードシャム社によって落札されている。